# Wright Island (Antarktika)
Wright Island ist eine 56 km lange Insel vor der Bakutis-Küste des westantarktischen Marie-Byrd-Lands. Sie liegt am Nordrand des Getz-Schelfeises auf halbem Weg zwischen der Carney-Insel und der Martin-Halbinsel.
Ihre Position wurde anhand von Luftaufnahmen bestimmt, die im Januar 1947 bei der Operation Highjump (1946–1947) entstanden. Das Advisory Committee on Antarctic Names benannte sie 1967 nach Admiral Jerauld Wright (1898–1995), Kommandierender der Atlantikflotte und Oberkommandierender der Einsätze der United States Navy bei der Operation Deep Freeze während des Internationalen Geophysikalischen Jahres (1957–1958).